# Gliese 832 c

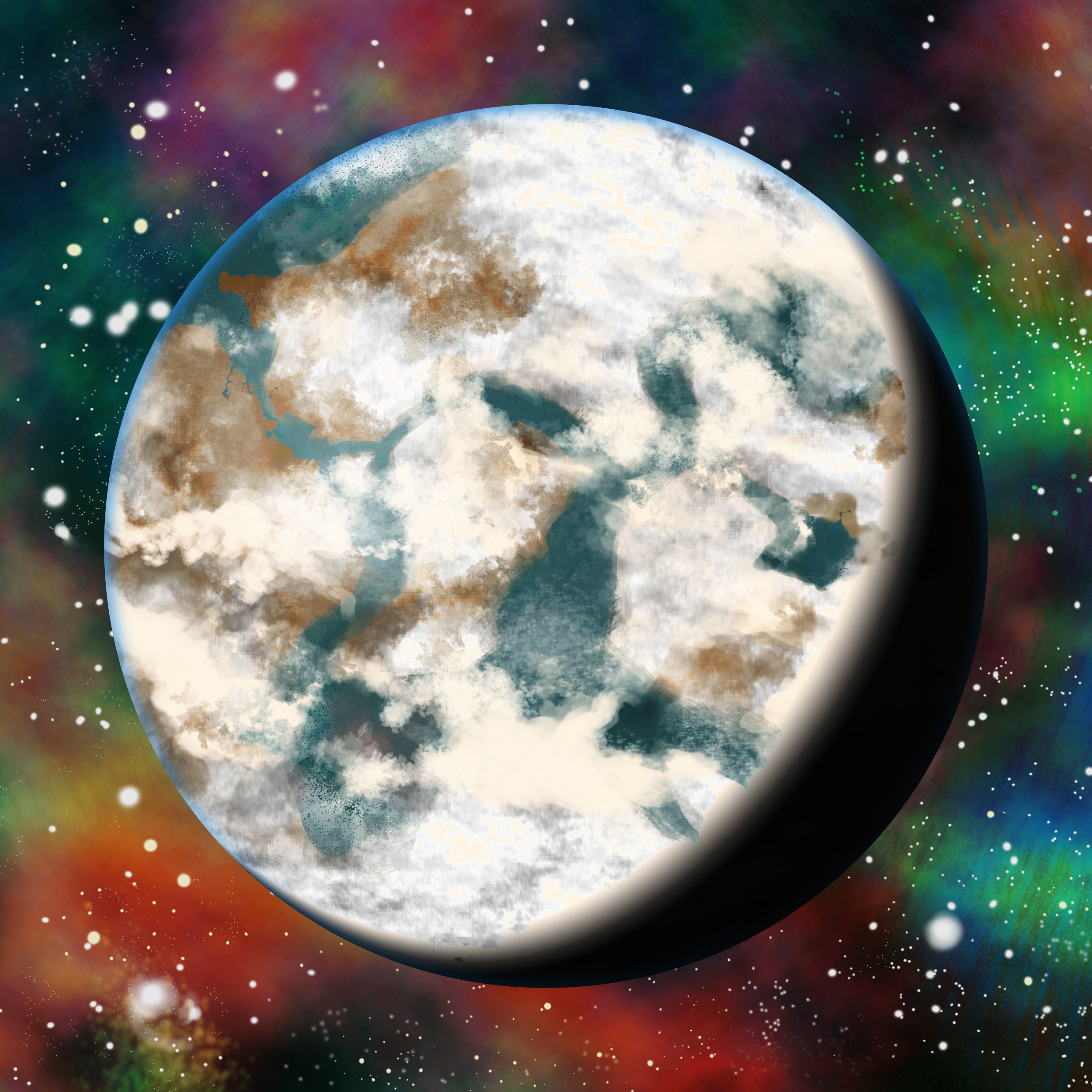
Impressão artística de Gliese 832 c.

Gliese 832 c (também conhecido como Gl 832 c ou GJ 832 c) é um planeta extrassolar localizado a cerca de 16 anos-luz de distância a partir da Terra, na constelação de Grus, que orbita a estrela Gliese 832, uma anã vermelha. O planeta tem um Índice de Similaridade com a Terra de 0,81, um dos mais altos índices de similaridade com a Terra para qualquer planeta extrassolar conhecido. Ele está situado dentro da zona habitável de sua estrela.
Ele é um dos exoplanetas confirmados potencialmente habitáveis conhecidos mais próximos da Terra. O exoplaneta mais próximo potencialmente habitável é Proxima Centauri b, a 4,2 anos-luz de distância.

## Características
Gliese 832 c tem uma massa de cerca de 5,4 vezes maior que a Terra. Se tiver a mesma densidade da Terra terá um raio de cerca de 1,75 raios terrestres ou, eventualmente, o planeta poderá ter uma maior densidade com um raio menor. Sua temperatura está previsto para ser relativamente semelhantes à da Terra, mas está sujeito a oscilações significativas, durante uma órbita em torno da sua estrela. O planeta tem uma excentricidade orbital relativamente alta, levando-o muito perto da borda interna da zona habitável prevista. Tem um período orbital de aproximadamente 36 dias. A temperatura média do planeta está prevista para ser de 253 graus Kelvin (-20 °C), mas estima-se que variam entre 233 Kelvin (-40 °C) no apoastro a 280 kelvins (7 °C) no periastro. No entanto, por causa de sua grande massa, ele pode ter uma atmosfera densa, o que poderia torná-lo muito mais quente e mais parecido como o planeta Vênus, reduzindo a chance de Gliese 832 c abrigar vida.

O planeta é uma superterra orbitando a zona habitável de sua estrela. Embora ele orbita sua estrela, que é uma anã vermelha, muito mais próximo do que a Terra orbita o Sol, recebendo aproximadamente tanta energia a partir dele do que a Terra recebe de sua estrela. não se sabe se Gliese 832 c transita sua estrela-mãe, o que seria necessário, para detectar qualquer atmosfera que o planeta pode ter e determinar a sua composição.

## Descoberta e impacto
Gliese 832 c foi descoberto por uma equipe internacional de astrônomos liderados por Robert A. Wittenmyer. É o mais novo e mais próximo dos membros dos top três dos planetas semelhantes à Terra no Catálogo de Exoplanetas Habitáveis.
Os descobridores de Gliese 832 c descreveu o planeta como "o melhor candidato a planeta habitável mais próximo descoberto até agora".
Uma pesquisa mais avançada pode ser feita em Gliese 832 c para ver se ele é adequado para a vida.